# Belrupt-en-Verdunois
 Belrupt-en-Verdunois  es una población y comuna francesa, en la región de Lorena, departamento de Mosa, en el distrito de Verdún y cantón de Verdun-Est.

## Demografía
| 308 | 274 | 313 | 337 | 456 | 474 |
| Para los censos de 1962 a 1999 la población legal corresponde a la población sin duplicidades (Fuente: INSEE [Consultar]) |     |     |     |     |     |